# إيفان مارشوك
إيفان ستيبانوفيتش مارشوك (بالأوكرانية: Іван Степанович Марчук)، (من مواليد 12 مايو 1936، موسكاليفكا، ترنوبل) هو رسام أوكراني معاصر، مؤسس تقنية البليونتانية [الإنجليزية]، الحائز على جائزة شيفتشينكو الوطنية، والمواطن الفخري لترنوبل كييف.

## النشأة والتعليم
ولد إيفان مارشوك في عائلة من النساجين. ولمساعدة الأسرة على تغطية نفقاتها، كان مارشوك يساعد والده في كثير من الأحيان في العمل. بدأ الرسم عندما كان طفلاً. بعد تخرجه من مدرسة لمدة سبع سنوات، التحق بمدرسة إيفان تروش لفيف للفنون التطبيقية في قسم الرسم الزخرفي، حيث درس من عام 1951 إلى عام 1956. ووصف هذه الفترة من تعليمه بأنها تحويلية، حيث أشاد بالمعلمين التقدميين الذين ألهموه لاستكشاف ما وراء المساحة الأيديولوجية الآمنة للواقعية الاشتراكية. بعد خدمته في الجيش السوفييتي، واصل دراسته في قسم الخزف بمعهد لفيف للفنون التطبيقية، وتخرج عام 1965. ولكسب المال، عمل أيضًا في منظمة تصنع ملصقات ولافتات للمصانع والنوادي والمسارح. ومن عام 1965 إلى عام 1968 عمل في معهد المواد فائقة الصلابة التابع للأكاديمية الوطنية للعلوم في أوكرانيا. لكن الأجر المنخفض والإقامة في شقة مشتركة جعلت الحياة في العاصمة صعبة بالنسبة له. ولزيادة دخله، قام بتعبئة طلب من صحيفة "رانوك" لرسم صغير وتصميم غلاف. وفي عام 1968، باع مارشوك عمله الأول مقابل 30 كربوفانيت إلى يوري شيرباك.
من عام 1968 إلى عام 1984، في مصنع كييف للفنون التذكارية والزخرفية، قام بعمل رسوم توضيحية للمنشورات السوفيتية. وفي أوقات فراغه، صب مارتشوك روحه في فنه الخاص، وجرب أشكالًا مختلفة، وبحث عن طرق لنقل فنه إلى الخارج.

## العمل المهني والاضطهاد
في هذه المرحلة من حياته، بدأ لجنة أمن الدولة (الكي جي بي) في مضايقته بسبب ميوله غير الملتزمة، ووصلت إلى ذروة أنشطتها القمعية في السبعينيات. اتخذت السلطات السوفيتية مشكلة خاصة مع الألوان الداكنة التي استخدمها مارشوك، والتي اعتبرتها في غير مكانها في الصور المشرقة المميزة للواقعية الاشتراكية. بالإضافة إلى اتهامات الانحرافات عن الواقعية الاشتراكية، اشتبه الكي جي بي في تعاطف مارشوك مع القومية الأوكرانية؛ لأنه جاء من لفيف، ويتحدث الأوكرانية، ويصور الشخصيات الأوكرانية. ولأن اتحاد الفنانين في اتحاد الجمهوريات الاشتراكية السوفياتية رفض قبول عضويته، لم يتمكن من المشاركة في المعارض وبيع أعماله.
في عام 1980، أقام معرضه الأول في كييف، برعاية الكاتبين بافلو زهربيلني ودميترو بافليتشكو. وفي عام 1984، طرد مارشوك من مصنع كييف للفنون الأثرية والزخرفية. وبينما كان قادرًا على بيع بعض الأعمال في المعارض الفردية التي أقيمت في قسم الفنون بالمكتبة الوطنية ومؤسسات أخرى، إلا أن عدم تمكنه من الوصول إلى المعارض الفنية أدى إلى تقييد فرصه بشكل كبير. عندما أصبح ميخائيل جورباتشوف أمينًا عامًا في عام 1985، توقف الكي جي بي عن مضايقته؛ وبعد ذلك ارتفعت آماله في الهجرة. في عام 1988، أتيحت له الفرصة لزيارة تشيكوسلوفاكيا، حيث ترك انطباعًا قويًا في المجتمع الفني هناك. وفي عام 1989، ومن خلال جهود صديقه الفنان الأوكراني الأسترالي بيتر كرافشينكو [الإنجليزية]، حصل على تأشيرة لزيارة أستراليا، حيث عُرضت أعماله من قبل جمعية الفنانين الأوكرانيين في أستراليا وكذلك في المعارض التجارية في سيدني. وسافر بعد ذلك إلى كندا.
في عام 1990، أقيم أول معرض رسمي له في وطنه في كييف في متحف الدولة للفنون للفنون الجميلة الأوكرانية (الآن المتحف الوطني للفنون في أوكرانيا). فقد حظي مارشوك بقبول جيد في أوكرانيا المستقلة حديثًا، وحصل على جائزة شيفتشينكو الوطنية المرموقة في عام 1997.

## الأسلوب والإرث

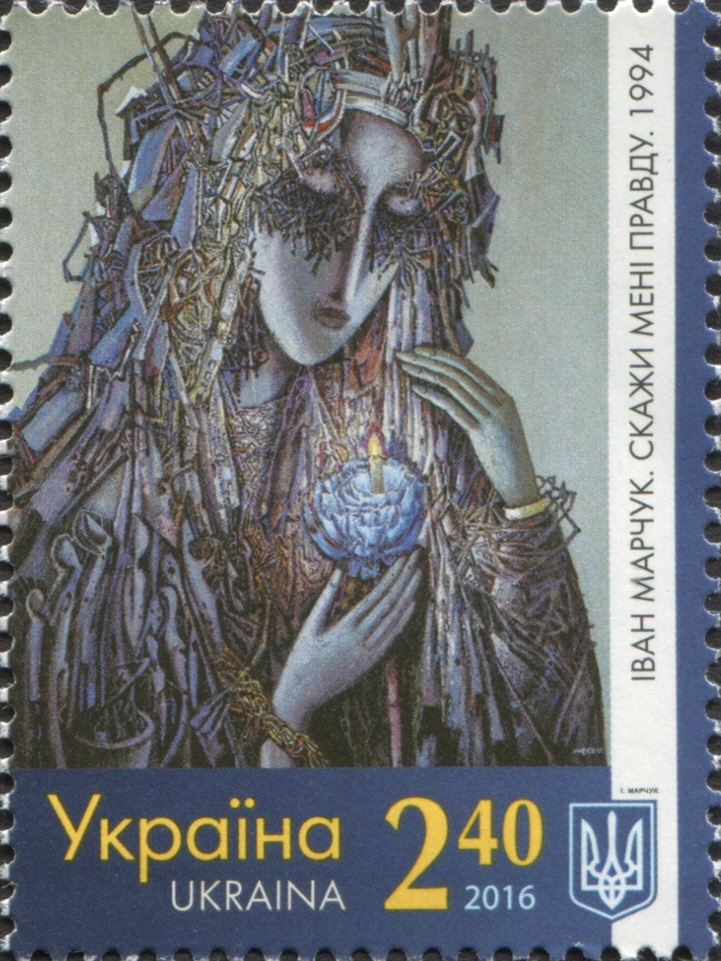
طابع أوكرانيا رقم 1497
مارك أوكرانيا "إيفان مارشوك "أخبرني الحقيقة". 1994»

أنتج إيفان مارشوك أكثر من 5000 عمل في حياته، نصفها يقع خارج أوكرانيا. وقد عرض أعماله في العديد من البلدان، بما في ذلك المجر لاتفيا ألمانيا بولندا بلجيكا وجمهورية التشيك وسلوفاكيا وتركيا ولوكسمبورغ وتايلاند وتونس وغيرها. وهو معروف بأنه مبتكر التقنية الفنية "البليونتانية [الإنجليزية]"، والتي تتميز بمستويات عالية من الضربات التفصيلية التي تبدو وكأنها تنسج مع بعضها البعض. على الرغم من أن البعض شبه أسلوبه بالواقعية المفرطة، إلا أن مارشوك نفسه لا يتفق مع هذه التسمية.

## جائزة إيفان مارشوك
في 31 مايو 2016، دعمت الدورة الثالثة لمجلس منطقة ترنوبل مشروع إطلاق جائزة إيفان مارشوك الإقليمية السنوية للأطفال الموهوبين الذين تتراوح أعمارهم بين 7 إلى 15 عامًا في مجال الفنون الجميلة في عام 2016.[بحاجة لمصدر]

## الأوسمة والجوائز
- 1996 - حصل على لقب فنان أوكرانيا المكرم.
- 7 مارس 1997 — حصل على جائزة شيفتشينكو الوطنية لأوكرانيا، عن سلسلة لوحات.
- 2006 — قبلت الأكاديمية الدولية للفن المعاصر في روما إيفان مارشوك في صفوف النقابة الذهبية وانتخبته عضواً فخرياً في المجلس العلمي للأكاديمية.